# ハラミ
ハラミは鳥獣肉や魚肉の部位の1つ。同じハラミでも動物によって指す部位が異なり、肉の特徴も異なる。

## 牛ハラミ
牛肉のハラミは、牛の横隔膜にある筋肉の一部である。見た目も食感も赤身肉に似るが、正肉ではなく内臓肉の分類になる。
横隔膜の腰椎に近い部位はサガリとハラミとに分けられるが、これらを分けずに両方含めてハラミという場合もある。ハラミに隣接する部位にインサイドスカートがあり、見た目や食感もハラミに似るが、インサイドスカートはばら肉の一部であり、正肉あつかいになる。
| 日本   | 北米           | オーストラリア | 韓国                     |
| ------ | -------------- | -------------- | ------------------------ |
| サガリ | hanging tender | thick skirt    | 안창살（アンチャンサル） |
| ハラミ | outside skirt  | thin skirt     | 안창살（アンチャンサル） |

## 豚ハラミ
豚肉のハラミは、豚の横隔膜にある筋肉のことである。ツナギとも呼ばれる。
北海道上富良野町が豚ハラミの発祥地とされ、北海道ではサガリとも呼ばれる。
韓国では갈매기살（カルメギサル）と呼ばれる。

## 鶏ハラミ
鶏肉のハラミは、鶏の腹側の筋肉のことである。なお、鶏に横隔膜はない。

## 魚
漢字では腹身と書き、文字通りに魚の腹側の身を指す。
- 鮭のハラミは脂肪分が多く、柔らかいのが特徴[1]。
- マグロのハラミは、頭に近いほうから「腹かみ（腹上）」「腹なか（腹中）」「腹しも（腹下）」と細分されることもある[1][3]。
  - 寿司店においては「腹上一番（はらかみいちばん）」という言い回しがある。腹かみは大トロ、中トロ、赤身の全てが取れ、またトロの比率も高いため、高値で取り引きされる部位になる[3]。

### 釣り
釣りにおいては「抱卵した魚」をハラミと呼ぶこともある。
また「糸フケ（いとフケ）」と呼ばれる「道糸が潮や風に流されてたるんだ状態」「オモリが海底へ着いて道糸がたるんだ状態」をハラミと呼ぶこともある。このような状態は小さいあたりを確認し難くするので、釣りに不利な状態でもある。